# Pince
Pince je naselje u slovenskoj Općini Lendavi. Pince se nalazi u pokrajini Prekomurju i statističkoj regiji Pomurju. 

## Stanovništvo
Prema popisu stanovništva iz 2002. godine naselje je imalo 205 stanovnika.